# Chakrabavi, Magadi
Chakrabavi là một làng thuộc tehsil Magadi, huyện Ramanagara, bang Karnataka, Ấn Độ.